# 弗拉斯多夫 (南安哈尔特)
弗拉斯多夫（德語：Fraßdorf，發音：[ˈfʁaːsˌdɔʁf]）是德国萨克森-安哈尔特州安哈尔特-比特费尔德县曾经的一个市镇，面积2.69平方千米，2006年12月31日人口为242人。2010年1月1日，弗拉斯多夫与另外17个市镇合并为新市镇南安哈尔特。